# الیور راث (بازیکن فوتبال)
الیور راث (انگلیسی: Oliver Roth؛ زادهٔ ۳۰ ژانویهٔ ۱۹۶۸) بازیکن فوتبال اهل آلمان است.
از باشگاه‌هایی که در آن بازی کرده‌است می‌توان به باشگاه فوتبال کیکرز اوفنباخ، باشگاه فوتبال اف‌اس‌وی فرانکفورت، و باشگاه فوتبال بروسیا دورتموند اشاره کرد.